# Richard Piper
Richard Piper (1966. november 12. –)  trinidadi nemzetközi labdarúgó-játékvezető.

## Pályafutása

### Nemzeti játékvezetés
Pályafutása során hazája legfelső szintű labdarúgó-bajnokságának játékvezetője lett. Az aktív nemzeti játékvezetéstől 2007-ben vonult vissza.

### Nemzetközi játékvezetés
A Trinidad és Tobagó-i labdarúgó-szövetség Játékvezető Bizottsága (JB) 2003-ban terjesztette fel nemzetközi játékvezetőnek, a Nemzetközi Labdarúgó-szövetség (FIFA) bíróinak keretébe. Több nemzetek közötti válogatott és klubmérkőzést vezetett. Az aktív nemzetközi játékvezetéstől 2007-ben búcsúzott.

#### Világbajnokság
2003-ban Finnországban rendezték az U17-es labdarúgó-világbajnokságot, ahol a FIFA JB partbíróként alkalmazta.
| Időpont             | Helyszín                  | Mérkőzés típusa        | Mérkőzés      | Eredmény | Nézők száma |
| ------------------- | ------------------------- | ---------------------- | ------------- | -------- | ----------- |
| 2003. augusztus 16. | Finnair Stadion, Helsinki | selejtező (A. csoport) | Kína–Kolumbia | 1 : 2    | 4 100       |

A világbajnoki döntőhöz vezető úton Németországba a XVIII., a 2006-os labdarúgó-világbajnokságra a FIFA JB bíróként alkalmazta. Az Amerika/Karib-térség (CONCACAF) zónában tevékenykedett.
| Időpont           | Helyszín                         | Mérkőzés típusa        | Mérkőzés                            | Eredmény | Nézők száma |
| ----------------- | -------------------------------- | ---------------------- | ----------------------------------- | -------- | ----------- |
| 2004. március 31. | Ergilio Hato Stadion, Willemstad | első kör (2. mérkőzés) | Holland Antillák–Antigua és Barbuda | 3 : 0    | 9 000       |

#### Arany Kupa
Az Egyesült Államok és Mexikó  közösen a 7., a 2003-as CONCACAF-aranykupának, az Egyesült Államok a 8., a 2005-ös CONCACAF-aranykupának volt házigazdája, ahol a  CONCACAF JB hivatalnoki feladatokkal bízta meg.

##### 2003-as CONCACAF-aranykupa
| Időpont          | Helyszín                | Mérkőzés típusa        | Mérkőzés           | Eredmény | Nézők száma |
| ---------------- | ----------------------- | ---------------------- | ------------------ | -------- | ----------- |
| 2003. július 12. | Városi Stadion, Foxboro | selejtező (D. csoport) | Costa Rica–Kanada  | 0 : 1    | 23 795      |
| 2003. július 26. | Központi Stadion, Miami | bronzmérkőzés          | Amerika–Costa Rica | 3 : 2    | 5 093       |

##### 2005-ös CONCACAF-aranykupa
| Időpont            | Helyszín                                      | Mérkőzés típusa | Mérkőzés                | Eredmény |
| ------------------ | --------------------------------------------- | --------------- | ----------------------- | -------- |
| 2004. november 24. | Sylvio Cator Stadion, Port-au-Prince          | előselejtező    | Haiti–Virgin-szigetek   | 11 : 0   |
| 2004. november 26. | Lionel Roberts Park Stadion, Charlotte Amalie | előselejtező    | Virgin-szigetek–Jamaica | 1 : 1    |
| 2004. november 28. | Függetlenségi Park Stadion, Kingston          | előselejtező    | Jamaica–Haiti           | 3 : 1    |